# Symplocos reflexa
Symplocos reflexa là một loài thực vật có hoa trong họ Dung. Loài này được A. DC. miêu tả khoa học đầu tiên năm 1844.